# アエオリア (小惑星)
アエオリア (396 Aeolia) は、小惑星帯に位置する典型的な小惑星である。アエオリア族 (Aeolia clump) という極めて小規模な小惑星族の名前の元となった（ただし古在由秀はプロセルピーナ族に分類している）。
オーギュスト・シャルロワがニースで発見し、かつて小アジアにあった地名か、またはイタリアのエオリア諸島にちなんで命名された。